# خداع الحواف

خداع الحواف.

وهم الحواف (بالإنجليزية: Illusory contours) هو أحد أنواع الخداع البصري، يثير تصورا لوجود حافة لشكل ما عبر تغير ألوان وحدود الأشكال المجاورة، مما يؤدي لوجود عمق وهمي يشكل سطحا جديدا. يرجع الفضل باكتشاف خداع الحواف إلى فريدريك شومان في بداية القرن العشرين. ومع ذلك، فإنه موجود في الفن منذ زمن بعيد، حيث يرجع تاريخ استخدامه إلى العصور الوسطى.